# 山口市立白石中学校
山口市立白石中学校（やまぐちしりつ しらいしちゅうがっこう, 英語: Yamaguchi City Shiraishi Junior High School）は、山口県山口市白石にある公立中学校。

## 概要
亀山から南に繋がるスクールゾーンの中心にある。自然・史蹟・文化施設がある文教地区。15学級、312名（2017年現在）。

## 校訓
「自立・協和・奉仕」

## 校歌
作詞は大木惇夫（大地讃頌の作詞者）、作曲は乗松昭博。

## 教育目標・理念
「未来社会をたくましく生き抜く力を身につけた生徒の育成 」を掲げている。

## 受賞歴
- 2009年（平成21年）
  - 8月 - NHK全国合唱音楽コンクール山口県大会（周南市）金賞受賞。
  - 全日本合唱コンクール山口県大会中学校部門混声合唱の部（周南市）金賞。
  - 9月 - NHK全国合唱音楽コンクール中国ブロックコンクール（広島）奨励賞。
- 2011年（平成23年）
  - 11月 - 山口国体・山口大会への協力に対し、山口県から感謝状受賞。

## 沿革
- 1947年（昭和22年）- 現・山口市民会館にあった山口県立山口高等女学校寄宿舎西寮を仮校舎とし、旧山口市全域各小学校（大殿・白石・師範付属・湯田）卒業生女子をもって、山口市立白石中学校を設置。
- 1949年（昭和24年）- 男女共学。
- 1955年（昭和30年）-日本青少年赤十字団に入団。
- 1981年（昭和56年）- JRC奉仕活動（亀山公園及び地下道の清掃）が生徒の自発で開始。

## 交通アクセス
- 山口駅から徒歩13分
- 上山口駅から徒歩18分

## クラブ活動
野球部、サッカー部、バレーボール部、卓球部、バスケットボール部（男子・女子）、ソフトテニス部（男子・女子）、音楽部、美術部、水泳部、陸上部、体操部